# SIMH

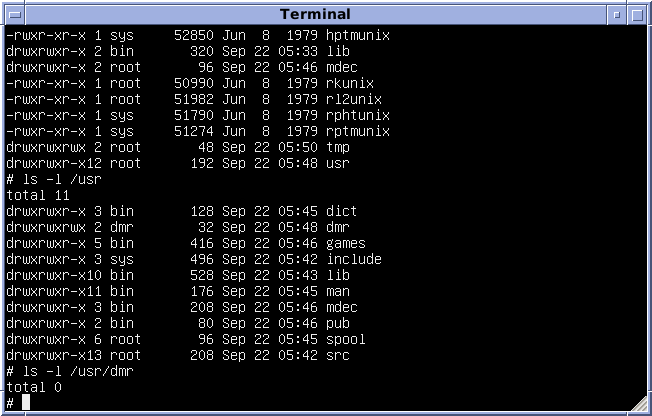

Il SIMH (SIMulation and Historic hardware) è un emulatore multi-sistema che gira su diverse piattaforme tra cui Windows, Linux, macOS, Free/Open/NetBSD, OpenVMS. Il suo sviluppo è curato da Robert M. Supnik, un ex ingegnere di DEC.
Il SIMH è nato nel 1993 come mezzo per preservare l'hardware ed il software dei minicomputer che stavano lentamente scomparendo nell'oblio del tempo; il SIMH era inizialmente basato su MIMIC, scritto alla fine degli anni sessanta presso Applied Data Research.

## Data General
- Nova
- Eclipse

## Digital Equipment Corporation
- PDP-1
- PDP-4
- PDP-7
- PDP-8
- PDP-9
- PDP-10
- PDP-11
- PDP-15
- VAX

## GRI Corporation
- GRI-909

## IBM
- 1401
- 1620
- 1130
- 7090/7094
- System/3

## Interdata
- 16-bit series
- 32-bit series

## Hewlett-Packard
- 2116
- 2100
- 21MX

## Honeywell
- H316
- H516

## MITS
- Altair 8800, sia con CPU Intel 8080 che Zilog Z80

## Royal-Mcbee
- LGP-30
- LGP-21

## Scientific Data Systems
- SDS 940